# Arimo (Idaho)
Arimo es una ciudad ubicada en el condado de Bannock en el estado estadounidense de Idaho. En el año 2010 tenía una población de 355 habitantes y una densidad poblacional de 322,73 personas por km².

## Geografía
Arimo se encuentra ubicado en las coordenadas 42°33′34″N 112°10′17″O / 42.55944, -112.17139. Según la Oficina del Censo, la localidad tiene un área total de 1,1 km² (0,4 mi²), de la cual 1,1 km² (0,4 mi²) es tierra y 0 km² (0 mi²) (0.0%) es agua.

## Demografía
En el 2000 la renta per cápita promedia del hogar era de $33,500, y el ingreso promedio para una familia era de $41,944. En 2000 los hombres tenían un ingreso per cápita de $31,406 contra $19,688 para las mujeres. El ingreso per cápita para la localidad era de $10,312. Alrededor del 12.6% de la población estaba bajo el umbral de pobreza nacional.